# Småtjärnarna (Lits socken, Jämtland, 700581-147389)
Småtjärnarna är en sjö i Östersunds kommun i Jämtland och ingår i Indalsälvens huvudavrinningsområde.